# Stroncium-90
Stroncium-90 (90Sr) je radioaktivní izotop stroncia. Vzniká jadernou přeměnou při štěpení uranu a plutonia, tedy i při výbuchu atomové bomby a v jaderných reaktorech. V jednom atomu má 52 neutronů a 38 protonů. Při jeho rozpadu vzniká izotop yttria – yttrium-90, za poločasu 28,79 let.

## Biologické účinky
Jde o poměrně silný beta zářič, který se u člověka nejčastěji po požití kontaminovaných potravin nebo vody může usazovat v kostní tkáni a způsobovat tak rakovinné bujení. Část požitého stroncia-90 také zůstává v krvi, kde může způsobit leukémii. Přítomnost této látky lze zjistit díky biotestům, nejčastěji moči.
Stroncium-90 je pravděpodobně nejnebezpečnější součástí spadu vzniklého detonací jaderných zbraní.
Stroncium-90 má však také pozitivní využití v lékařství – v radioterapii při léčbě některých druhů rakoviny, například rakoviny kosti.

## Průmyslové využití
Stroncium-90 se uplatňuje jako radioaktivní zdroj pro tloušťkoměry, často také v sovětských/ruských radioizotopových termoelektrických generátorech.